# Casino Royale (1954)
Casino Royale ist ein Fernsehfilm aus dem Jahr 1954, der auf Ian Flemings erstem James-Bond-Roman Casino Royale basiert. Die Sendung wurde als dritte Folge der ersten Staffel der CBS-Anthologie-Serie Climax! ausgestrahlt.

## Handlung
Kartengenie und Spion Le Chiffre, der in Verbindung zu einem sowjetischen Spionagering steht, will in einem französischen Casino Geld für seine Organisation gewinnen. Der amerikanische Geheimagent James Bond soll das verhindern. Nachdem Bond unter anderem seine ehemalige Geliebte Valerie Mathis getroffen hat, kommt es zum Treffen am Spieltisch, wo Bond gegen Le Chiffre im Kartenspiel Baccara antritt und schließlich 87 Millionen Franc gewinnt. Le Chiffre muss nun fürchten, wegen des Verlustes von seiner Organisation eliminiert zu werden, und entführt Valerie, um Bond zur Herausgabe des vom Casino ausgestellten Schecks über diesen Betrag zu zwingen. Auf der Suche nach Valerie wird Bond in ihrem Hotelzimmer von Le Chiffre gefangen genommen und gefoltert, da er den Aufbewahrungsort des Schecks nicht verraten will. Schließlich gelingt es ihm, Le Chiffre zu überwältigen und zusammen mit Valerie zu entkommen.

## Amerikanisierter Bond
Ian Flemings Buch Casino Royale wurde 1954 mit Barry Nelson als amerikanischer Geheimagent James Bond und Peter Lorre in der Rolle des Gegenspielers Le Chiffre für das amerikanische Fernsehen verfilmt. James Bond dient in dieser amerikanisierten Version der Geschichte der „Combined Intelligence“ Organisation, unschwer als CIA zu erkennen. Entsprechend wird Bond von seinen Freunden, wie in den USA verbreitet, üblicherweise auch nicht mit James, sondern mit Jimmy angesprochen. Auch andere Personen und Rollen wurden dem amerikanischen Geschmack angepasst. Aus James Bonds amerikanischem Verbündeten Felix Leiter wurde der Engländer Clarence Leiter. Die weibliche Hauptrolle heißt nun Valerie Mathis, statt wie im Buch Vesper Lynd, die männliche Nebenrolle Rene Mathis entfällt.

## Entstehung und Produktion
Produzent und Regisseur Gregory Ratoff kaufte die Rechte an Ian Flemings Roman Casino Royale für 1000 US-Dollar im Mai 1954. Es war eine sechs Monate laufende Option, und Ratoff ging damit zu CBS, das eine einstündige Episode der Fernsehserie Climax! daraus machte. Der Roman hatte sich zuvor nur geringer Aufmerksamkeit erfreut und wurde sogar umbenannt und für seine Taschenbuchausgabe amerikanisiert.
Zwölf Monate später kaufte Ratoff die mittlerweile abgelaufenen Rechte erneut – dieses Mal auf unbegrenzte Zeit. Er bezahlte 6000 US-Dollar, und selbst bei diesem zweiten, deutlich teureren Kauf wird der Preis für die Rechte heute als zu gering eingeschätzt. Fleming bedauerte später beide Verkäufe.
Ihm wurde in den späten 1950er Jahren angeboten, für eine auf der Figur James Bond basierende Fernsehserie über eine Zeitdauer von zwei Jahren 32 weitere Episoden zu schreiben. Fleming war einverstanden und begann Kurzfassungen der einzelnen Geschichten zu verfassen. Als allerdings klar wurde, dass daraus nichts werden würde, fasste Fleming einige seiner Entwürfe zusammen und adaptierte drei seiner Geschichtsideen zu Kurzgeschichten und veröffentlichte 1960 den Sammelband 007 James Bond greift ein zusammen mit zwei weiteren Kurzgeschichten.
Die Buch-Episode Casino Royale wurde am 21. Oktober 1954 mit Barry Nelson als amerikanischem Geheimagenten Bond und Peter Lorre als Gegenspieler Le Chiffre ausgestrahlt. Dieser Film war die erste Bildschirmadaption einer James-Bond-Geschichte, lange bevor Eon Productions Ltd. die Filmrechte an Bond erhielt. Als Metro-Goldwyn-Mayer letztendlich die Rechte für die Casino-Royale-Adaption von 1967 erwarb, bekam das Studio auch die Rechte an dem Fernsehfilm. Einige Quellen vermuteten, dass das in der Absicht geschah, James Bond letztlich doch in einer potentiellen Fernsehserie mit Nelson in der Hauptrolle zu adaptieren.

## Wissenswertes
- Ian Flemings Roman wurde in den Jahren 1967 und 2006 jeweils noch einmal verfilmt, wobei es sich im ersten Fall um eine Parodie handelt.
- Der Fernsehfilm galt jahrelang als verschollen und wurde erst in den späten 1980er Jahren wieder aufgefunden. Daraufhin wurde er auf Videokassette veröffentlicht und im Kabelsender TBS ausgestrahlt. Heute ist der Film auch auf DVD erhältlich und befindet sich darüber hinaus auf der US-amerikanischen DVD der „Casino Royale“-Version von 1967.
- Von diesem Film existiert eine Reihe verschiedener Versionen. Einige enthalten nur Teile des Finales, andere das gesamte Finale und wiederum andere haben keine Credits. Die Fassung, die am 21. Oktober 1954 bei CBS ausgestrahlt wurde, enthielt das gesamte Finale,  zeigte aber, wie im Fernsehen üblich, keine Credits.
- Am 2. Februar 1998 erschien eine vollständige Version des Filmes auf VHS-Kassette, die darüber hinaus weitere Informationen über die James-Bond-Reihe enthält. Zu beziehen ist sie allerdings nur im NTSC-Format über Importwege aus den USA oder Kanada.
- 37 Jahre lang sollte dies die einzige Verkörperung von James Bond fürs Fernsehen sein. Erst 1991 griff die 65-teilige amerikanische Fernsehserie James Bond Jr. das Thema wieder auf. Die Hauptfigur ist hier James Bonds Neffe. Es sind bis heute die beiden einzigen Fernsehumsetzungen, welche die Romanfigur Ian Flemings aufgreifen. Letztendlich scheiterten alle Anläufe spätestens an EONs strikter Politik, die Alleinrechte an den James-Bond-Romanen zu besitzen.
- Wie in der Romanvorlage verwendet Bond keine Gadgets der Abteilung Q. Lediglich einer von Le Chiffres Handlangern hat eine in einem Spazierstock untergebrachte schallgedämpfte Pistole.